# آسپروسور
آسپروسور (نام علمی: Asprosaurus) نام یک سرده از فروراسته مارمولک‌ریختان است.